# Brummtal bei Quenstedt
Das Brummtal bei Quenstedt ist ein FFH-Gebiet in der Stadt Arnstein im Landkreis Mansfeld-Südharz in Sachsen-Anhalt.

## Allgemeines
Das FFH-Gebiet ist circa 81 Hektar groß. Es liegt innerhalb des Landschaftsschutzgebietes „Harz“. Das FFH-Gebiet ist durch die Landesverordnung zur Unterschutzstellung der Natura 2000-Gebiete im Land Sachsen-Anhalt (N2000-LVO LSA) seit dem 21. Dezember 2018 rechtlich gesichert. Zuständige untere Naturschutzbehörde ist der Landkreis Mansfeld-Südharz.

## Beschreibung
Das aus vier Teilflächen bestehende FFH-Gebiet liegt südwestlich von Aschersleben am Ostrand des Naturparks Harz/Sachsen-Anhalt (Mansfelder Land). Es umfasst die Niederung der Eine zwischen Harkerode und Welbsleben, in der das FFH-Gebiet an einer Stelle durch eine Straße unterbrochen ist, die zur Eine-Niederung steil abfallenden Hänge von Kahleberg und Schillingsberg, das Brummtal ab der Schalkenburg mit dem es durchfließenden Hengstbach sowie Hänge von Gerichtskopf und Großer Schanze einschließlich Bereiche um die Ruine der Burg Arnstein. Im FFH-Gebiet sind vielfach bewaldete Flächen zu finden. In den Bachniederungen stocken Auwaldreste. An den Hängen sind teilweise verbuschende Trockenrasen ausgebildet. Weiterhin sind Silikatfelsen zu finden.
Die Wälder im FFH-Gebiet sind vielfach als Eichen-Hainbuchenwälder ausgebildet. In der Krautschicht siedeln unter anderem Pfirsichblättrige Glockenblume, Maiglöckchen und Schwalbenwurz. Die bachbegleitenden Auwaldreste werden von Schwarzerle, Gemeiner Esche, Silberweide und verschiedenen Pappelhybriden gebildet. Die Bachläufe von Eine und Hengstbach sind überwiegend beschattet, so dass Wasservegetation nur stellenweise ausgebildet ist. Stellenweise siedelt Kammlaichkraut, in den Uferbereichen kommen Schmalblättriger Merk und Schwanenblume vor. Weiterhin sind aufgrund der Beschattung ebenfalls nur stellenweise bachbegleitende feuchte Hochstaudenfluren mit Echtem Mädesüß, Sumpfschafgarbe und Zottigem Weidenröschen ausgebildet. Die als Kalktrockenrasen ausgebildeten Trockenrasen werden von Golddistel, Frühlingssegge, Feldmannstreu, Purgierlein, Astloser Graslilie, Rispenflockenblume, Großem Schillergras und Hügelmeier gebildet. Nur kleinflächig kommt auch Steppen-Trockenrasen mit Walliser Schwingel, Haarpfriemengras, Frühlingsadonisröschen, Wiesenkuhschelle, Ohrlöffelleimkraut und Steppensegge vor. Ebenfalls nur kleinflächig sind Silikatfelsen mit Pionierrasen zu finden. Hier siedeln Sandthymian, Schafschwingel, Felsengelbstern und Astlose Graslilie.
Im FFH-Gebiet wurden elf Fledermausarten nachgewiesen, darunter Mopsfledermaus, Großes Mausohr und Bechsteinfledermaus.
Das Gebiet ist vielfach von landwirtschaftlichen Nutzflächen umgeben. Bei angrenzender Ackernutzung sind stellenweise Säume aus Brennnessel und Klebkraut ausgebildet.